# Дитлев фон Бухвалд
Дитлев фон Бухвалд (на немски: Ditlev/Detlev Buchwald; * ок. 1444 в Борстел, Зегеберг; † 17 февруари 1500 в Дитмарскен) е благородник от род фон Бухвалд от Холщайн, Мекленбург и Дания, господар в Кнооп, Зирхаген, Фалдт и Дитмарксен в Шлезвиг-Холщайн.
Той е син на Дитлев Бухвалд († ок. 1487/пр. 1488), господар в Кнооп, Зирхаген, и съпругата му Магдалена Хумерсбютел († 1501).

## Фамилия
Дитлев фон Бухвалд се жени за Катрина и има децата:
- Марквард фон Бухвалд (* ок. 1480; † 1545), господар в Кнооп и Зирхаген, женен за Маргарета Щаке († 1545/1550)
- Ото фон Бухвалд († 1546), господар в Мугсфелде и Вензин, женен за Бенедикта Марквардсдатер Рантцау
- Катарина фон Бухвалд († сл. 1542), омъжена за Клаус фон Рантцау († 1542)
- Ермегард/Армгард фон Бухвалд († сл. 1538), омъжена за Зиферт Ратлоу († 17 февруари 1500)